# クリス・コープランド
クリス・コープランド（Christopher Stephen Copeland、1984年3月17日 - ）は、アメリカ合衆国ニュージャージー州サウスオレンジ出身のプロバスケットボール選手。

## 経歴
バージニア州の高校を経てコロラド大学で4年間活躍したコープランドだったが、2006年のNBAドラフトでは、どのチームからも指名を受けることは出来なかった。2007年にDリーグでプレーした後ヨーロッパに渡り、スペイン、ドイツ、オランダ、ベルギーのリーグでプレーし、経験を積んだ。
2012年のNBAサマーリーグでニューヨーク・ニックスの一員として参加したコープランドは、首脳陣に好印象を与え、選手契約を勝ち取り、念願のNBA入りを果たした。
NBA1年目の2012-13シーズンは、ベンチからの得点源として活躍し、平均8.7得点3ポイントシュート成功率42.1%を記録。2013年夏に制限付きFAとなったコープランドは、インディアナ・ペイサーズが提示した2年600万ドルのオファーシートにサイン。ニックスはコープランドへの契約を提示しなかったため、ペイサーズへの移籍が決まり、2シーズンプレーした。
2015年7月29日、ミルウォーキー・バックスと1年契約を締結。NBA1年目にニューヨーク・ニックスで共にしたジェイソン・キッドHCの下で再起を計るも、2016年2月20日に解雇された。
2016年9月22日、ニューオーリンズ・ペリカンズとトレーニングキャンプに関する契約を結んだものの、間もなく解雇された。
以降は再び欧州諸国でプレーしている。